# Хоукс, Грег
Грегори А. Хоукс (англ. Gregory A. Hawkes, род. 22 октября 1952 года, Фултон, Мэриленд, США) — американский музыкант, наиболее известный как клавишник рок-группы The Cars.
Хоукс, уроженец Фултона, штат Мэриленд, США, учился в средней школе Atholton High School, где играл в группе под названием Teeth (с англ. — «Зубы»). Затем он в течение двух лет посещал Музыкальный колледж Беркли по специальности "композиция и флейта". Он ушёл, чтобы играть в различных группах, включая Martin Mull and His Fabulous Furniture (с англ. — «Мартин Малл и Его Потрясающая Мебель»), где он играл на флейте, саксофоне и кларнете. Он также играл в группе Richard and the Rabbits (с англ. — «Ричард и Кролики»), в которую входили будущие коллеги по группе The Cars Рик Окасек и Бенджамин Орр. Он был последним участником, присоединившимся к The Cars. Хоукс также был в The New Cars вместе с оригинальным участником The Cars Эллиотом Истоном, а также вокалистом/гитаристом Тоддом Рандгреном, басистом Касимом Султоном и барабанщиком Прейри Принсом. В 2018 году Хоукс был включён в Зал славы рок-н-ролла как участник The Cars.

## The Cars
Наиболее заметное участие Хоукса связано с The Cars. Хоукс раздвинул границы доступных технологий и секвенирования, помогая создать звучание 1980-х годов. В то время как The Cars были коммерчески известны как рок-группа и группа новой волны, он оказал наибольшее влияние на синти-поп и новая волна звучание таких хитов The Cars, как "Drive". Его фирменные звуки включают звук Prophet-5 "sync", который можно услышать в "Let’s Go" и "Hello Again", а также арпеджированные и синкопированные синтезаторные партии, такие как в "Shake It Up" и "Heartbeat City".
В 2010 году Хоукс воссоединился с оставшимися в живых первоначальными участниками The Cars, чтобы записать свой первый за 24 года альбом под названием Move Like This, который был выпущен 10 мая 2011 года.

## Другие проекты
Хоукс также играл с Окасеком в качестве сольного исполнителя, часто играя как на клавишных, так и на бас-гитаре. В 1983 году он выпустил сольный альбом Niagara Falls. Он также играет на гитаре, басу, ударных инструментах, саксофоне, кларнете и гавайской гитаре. В 2008 году он выпустил сольный альбом песен The Beatles, исполненных на гавайской гитаре, The Beatles Uke.
Хоукс получил награду за написание песни "Service with a Smile" на втором альбоме прогрессив-рок-группы Happy the Man из Вирджинии Crafty Hands в 1978 году.
В 1989 году Крис Хьюз попросил Грега приехать в Англию, чтобы записать новую песню Пола Маккартни. Он был показан в песне "Motor of Love" с альбома Flowers in the Dirt, записанной в собственной студии звукозаписи Маккартни в старинной ветряной мельнице к югу от Лондона.
В 2009 году Хоукс внес синтезаторные партии в несколько треков альбома Invisible Embraces бостонской группы новой волны New Collisions.
Хоукс также по крайней мере дважды появлялся в детском телесериале "Yo Gabba Gabba!", где он появляется в эпизодах, обучающих зрителя игре на определенных инструментах. В одном из своих выступлений, где он учит зрителей игре на гавайской гитаре, он исполнил хитовый сингл The Cars — You Might Think.
8 мая 2014 года Хоукс появился на сцене с калифорнийской комеди-рок/нью-вейв-группой The Aquabats в бостонском Paradise Rock Club, где он присоединился к группе, сыграв на синтезаторе кавер-версию песни The Cars "Just What I Needed".
В 2017 году Хоукс гастролировал с Тоддом Рандгреном в его "White Knights": Турне Chivalrock, играл на клавишных и саксофоне. Хоукс также присутствовал на мероприятии Toddstock Рундгрена в 2018 году.

## Текущая жизнь
Хоукс живет в Линкольне, штат Массачусетс, где работает сессионным музыкантом. Он был участником The New Cars , реформации The Cars, в которой также участвовал оригинальный гитарист Эллиот Истон. Других оригинальных участников The Cars заменили певец/гитарист Тодд Рандгрен, басист/вокалист Utopia Касим Султон и бывший барабанщик The Tubes Прейри Принс. Атом Эллис заменил его на басу, когда Касим гастролировал с Митом Лоуфом. Группа гастролировала на протяжении 2006-2007 годов. Концертный альбом с тремя новыми студийными треками, It's Alive!, был выпущен в июне 2006 года.
До воссоединения The Cars в 2010 году Хоукс играл с The Turtles (в главных ролях Фло и Эдди) и Тоддом Рандгреном.

### Укулеле
С 2001 года Хоукс играет и экспериментирует с укулеле, в том числе исполняет песни The Cars "My Best Friend's Girl", "Drive", "Tonight She Comes" и "You Might Think".
В 2008 году Хоукс выпустил компакт-диск The Beatles Uke на лейбле Solid Air Records. Альбом состоит из инструментальных версий 15 классических песен The Beatles в том, что он называет “UKEsymphonic” стиле, используя многодорожечные записи для создания оркестра укулеле. Диск является свидетельством влияния, которое The Beatles, особенно Маккартни, оказали на музыку и карьеру Хоукса. Среди других инструментов Хоукс владеет и играет на укулеле Talsma custom.

## Дискография

### Сольные альбомы
- Niagara Falls (1983)
- Anna (Original Motion Picture Soundtrack) (1987)
- The Beatles Uke (2008)
- Jingle Ukes (2015)

### Вместе с The Cars
- The Cars (1978)
- Candy-O (1979)
- Panorama (1980)
- Shake It Up (1981)
- Heartbeat City (1984)
- Door to Door (1987)
- Move Like This (2011)

### Сольные синглы
- "Jet Lag" (1983)
- "Backseat Waltz" (1983)
- "Twenty Seven Shirts" (1984)

### Вместе с Milkwood
- How's the Weather? (1972) (играл на саксофоне)

### Вместе сПластиком Бертраном
- Jacques Cousteau (1981)

### Вместе с The Young Jacques
- Jacques Cousteau (1981)

### Вместе с Перри Гейером
- Technophobia (1993)
- Tekno/Industrial (1995)

### Вместе сThe New Cars
- It's Alive! (2006) [10]

### Вся дискография по годам
- Milkwood — How's the Weather? (1972)
- The Cars — The Cars (1978)
- The Cars — Candy-O (1979)
- The Cars — Panorama (1980)
- Пластик Бертран — Jacques Cousteau (1981)
- The Young Jacques — Jacques Cousteau (1981)
- The Cars — Shake It Up (1981)
- Niagara Falls (1983)
- The Cars — Heartbeat City (1984)
- The Cars — Door to Door (1987)
- Anna (Original Motion Picture Soundtrack) (1987)
- Perry Geyer, Greg Hawkes — Technophobia (1993)
- Perry Geyer, Greg Hawkes – Tekno/Industrial (1995)
- The New Cars — It's Alive! (2006)
- The Beatles Uke (2008)
- The Cars — Move Like This (2011)
- Jingle Ukes (2015)